# Quadro de medalhas dos Jogos Pan-Americanos de 1963
| Quadro de Medalhas / São Paulo 1963 | Quadro de Medalhas / São Paulo 1963 | Quadro de Medalhas / São Paulo 1963 | Quadro de Medalhas / São Paulo 1963 | Quadro de Medalhas / São Paulo 1963 | Quadro de Medalhas / São Paulo 1963 |
| ----------------------------------- | ----------------------------------- | ----------------------------------- | ----------------------------------- | ----------------------------------- | ----------------------------------- |
| Posição                             | País                                | Ouro                                | Prata                               | Bronze                              | Total                               |
| 1                                   | Estados Unidos                      | 106                                 | 56                                  | 37                                  | 199                                 |
| 2                                   | Brasil                              | 14                                  | 20                                  | 18                                  | 52                                  |
| 3                                   | Canadá                              | 11                                  | 27                                  | 26                                  | 64                                  |
| 4                                   | Argentina                           | 8                                   | 15                                  | 16                                  | 39                                  |
| 5                                   | Cuba                                | 4                                   | 6                                   | 4                                   | 14                                  |
| 6                                   | Uruguai                             | 4                                   | 1                                   | 8                                   | 13                                  |
| 7                                   | Venezuela                           | 3                                   | 5                                   | 9                                   | 17                                  |
| 8                                   | México                              | 2                                   | 8                                   | 15                                  | 25                                  |
| 9                                   | Chile                               | 2                                   | 2                                   | 6                                   | 10                                  |
| 10                                  | Trinidad e Tobago                   | 1                                   | 1                                   | 2                                   | 4                                   |
| 11                                  | Guiana                              | 1                                   |                                     |                                     | 1                                   |
| 12                                  | Antilhas Holandesas                 |                                     | 4                                   | 2                                   | 6                                   |
| 13                                  | Jamaica                             |                                     | 2                                   | 2                                   | 4                                   |
| 13                                  | Porto Rico                          |                                     | 2                                   | 2                                   | 4                                   |
| 15                                  | Guatemala                           |                                     | 2                                   |                                     | 2                                   |
| 16                                  | Panamá                              |                                     | 1                                   | 3                                   | 4                                   |
| 17                                  | Peru                                |                                     | 1                                   | 1                                   | 2                                   |
| 18                                  | Barbados                            |                                     |                                     | 3                                   | 3                                   |